# Svarttjärnen (Hällesjö socken, Jämtland, 698673-149884)
Svarttjärnen är en sjö i Bräcke kommun i Jämtland och ingår i Ljungans huvudavrinningsområde. Sjön har en area på 0,077 kvadratkilometer och ligger 432,2 meter över havet.

## Delavrinningsområde
Svarttjärnen ingår i det delavrinningsområde (698758-150007) som SMHI kallar för Inloppet i Finnsjön. Medelhöjden är 427 meter över havet och ytan är 15,49 kvadratkilometer. Det finns inga avrinningsområden uppströms utan avrinningsområdet är högsta punkten. Finntjärnbäcken som avvattnar avrinningsområdet har biflödesordning 5, vilket innebär att vattnet flödar genom totalt 5 vattendrag innan det når havet efter 170 kilometer. Avrinningsområdet består mestadels av skog (86 procent). Avrinningsområdet har 0,21 kvadratkilometer vattenytor vilket ger det en sjöprocent på 1,3 procent.